# Gouvernante
Een gouvernante is een vrouwelijke docent die privéles geeft aan kinderen van doorgaans welgestelde ouders. Ze dient niet verward te worden met een kinderjuffrouw, die meestal verantwoordelijk is voor de opvoeding van (kleinere) kinderen. Er zijn echter ook personen die beide taken op zich nemen. In de middeleeuwen was de gouvernante ook de vrouw die de kinderen van edelen opvoedde. Ze leerde de kinderen lezen, schrijven en vreemde talen.
Er waren ook mannen werkzaam als huisleraar of opvoeder en het woord daarvoor is gouverneur, maar meestal wordt de term gouverneur gebruikt voor een staatkundige functie. Dit is vergelijkbaar met het standsverschil tussen secretaresse en secretaris.
Een mannelijke gouverneur voedde enkel de zonen van het gezin op vanaf het moment dat zij daar oud genoeg voor waren. Meestal was dit rond de zesde verjaardag, als de formele scholing begon. Wanneer er in een gezin naast zonen ook dochters waren, werd voor hen apart een gouvernante aangesteld. Bij een erg welgesteld huishouden, zoals aan het hof, was de gouverneur of gouvernante enkel een opvoeder en werden voor het daadwerkelijke lesgeven andere docenten aangesteld.

## Bekende gouvernantes en gouverneurs
- Adèle de Pierre[2]
- Jeanne Huc-Mazelet[3]
- Maria Margaretha von Wildermeth[4]
- Jeanne-Marie Leprince de Beaumont
- Maria von Trapp uit de musical The Sound of Music
- Marie Humbert-Droz[5]
- Jane Eyre uit de gelijknamige roman van Charlotte Brontë
- Jean Victor de Constant Rebecque
- Daniël Otto Bagelaar
- Eduard de Casembroot

- Gemeinsame Normdatei: 4157962-8
- Library of Congress Control Number: sh85056034
- Nationale Bibliotheek van Israël: 987007536020805171